# Georg Caspar Helmershausen

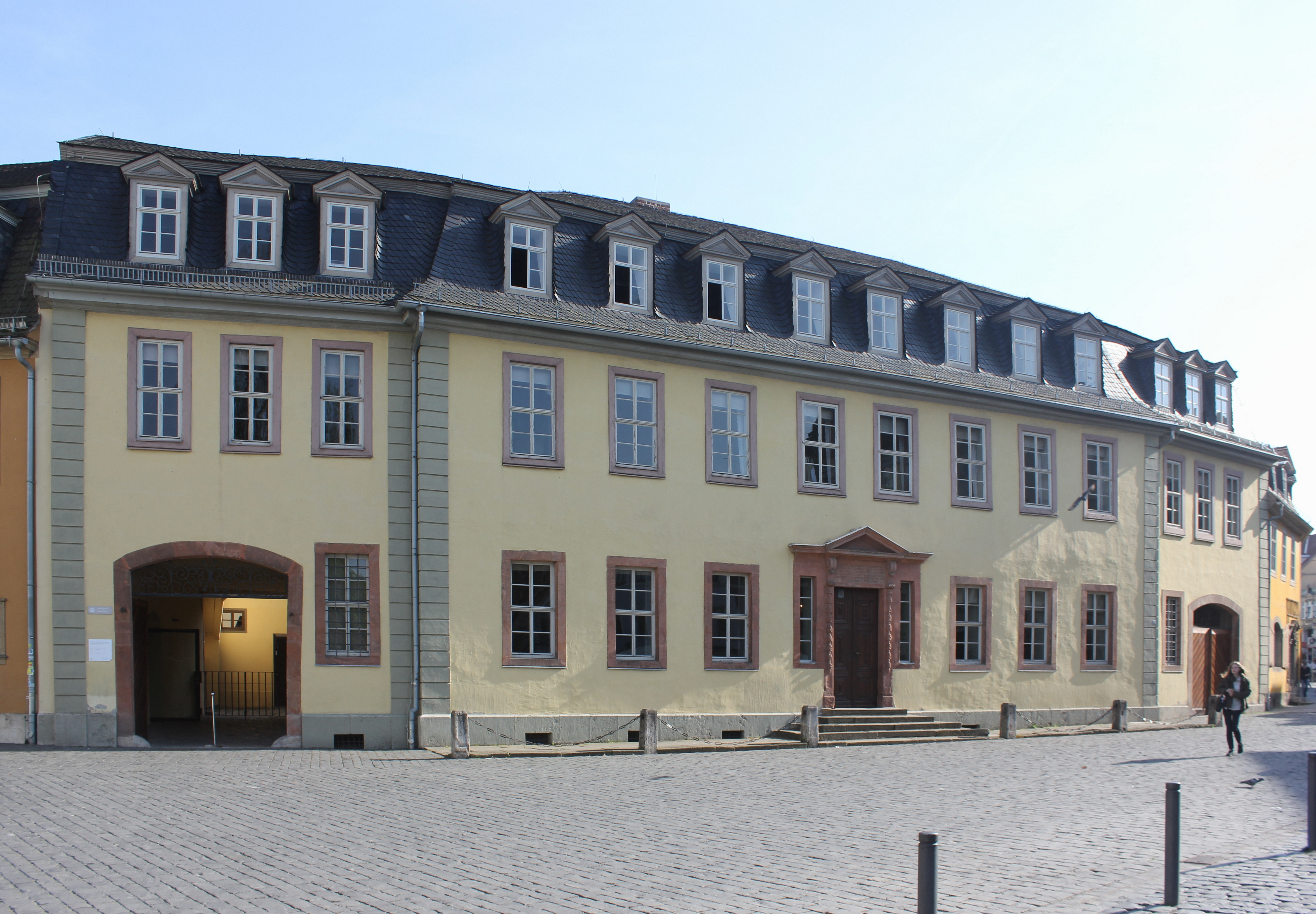
Haus am Frauenplan, das Georg Caspar Helmershausen 1709 erbauen ließ

Georg Caspar Helmershausen (geb. 8. Juni 1654 in Weimar; gest. 2. Januar 1716 ebenda) war ein Kaufmann und Strumpffabrikant in Weimar und dort herzoglicher Kammerrat.

## Leben und Wirken
Im Jahr 1680 ehelichte Helmershausen die Tochter des Ratsherrn Johann Rose Barbara Rose (1659–1708) aus Weimar. Helmershausen baute angeblich 1709 ein Haus, das als Goethes Wohnhaus, gelegen am Frauenplan, in die Geschichte eingehen sollte. Zumindest war er der Bauherr und vermietete es. Andere weisen das Gebäude dem Baumeister Johann Mützel (1647–1717) zu. Helmershausen war außer Strumpffabrikant und Kaufmann auch Tuchscherer, Stadtleutnant und der Gründer einer prosperierenden Strumpfwirkerei, die ihm den Titel eines herzoglichen Kammerkommissars einbrachte. Effi Biedrzynski zufolge scheint das Haus für Helmershausen nur eine reine Kapitalanlage gewesen zu sein. Selbst wohnte er in einem Komplex in der Windischengasse, der auch seine Strumpfwirkerei beherbergte, die sein Vermögen schuf und seinen gesellschaftlichen Aufstieg ermöglichte. Das Haus am Frauenplan war auch über Generationen im Besitz der Familie Helmershausen geblieben, bis es Goethe zunächst anmietete, später von dem Garnisonsarzt Dr. Paul Johann Friedrich Helmershausen an die herzogliche Kammer verkauft wurde, und schließlich vom Herzog Carl August Goethe zum Geschenk gemacht wurde.
Auf Helmershausen ist eine Leichenpredigt 1716 bekannt. Auch eine Huldigungsrede seines Sohnes Georg Friedrich Helmershausen auf ihn aus dem Jahre 1705 ist überliefert.